# Roch Rupniewski
Roch Rupniewski (ur. 1802 lub 1804 w Turku, zm. 26 lub 30 grudnia 1876 w Liverpoolu) – powstaniec listopadowy, belwederczyk, działacz emigracyjny, inżynier, poeta, wolnomularz.

## W kraju
Urodził się w 1802 lub 1804 r. w Turku, jako syn Jana Rupniewskiego i Tekli z Bońkowskich Rupniewskiej. Miał brata – Nikodema Rupniewskiego. Ukończył Szkołę Wojewódzką w Kaliszu. 22 XII 1825 rozpoczął studia na Uniwersytecie Warszawskim, na Wydziale Nauk i Sztuk Pięknych. Tytuł inżyniera cywilnego otrzymał w lipcu 1830 r.
Wstąpił do Sprzysiężenia Wysockiego, które zainicjowało wybuch powstania listopadowego. Bracia Roch i Nikodem Rupniewscy byli członkami grupy atakującej Belweder podczas nocy listopadowej (29 XI 1830). W stopniu porucznika wstąpił do Akademickiej Gwardii Honorowej. Został przydzielony do oddziału płk. Ludwika Kickiego, który w dniu 4 grudnia 1830 wyruszył w kierunku Modlina z zadaniem opanowania tamtejszej twierdzy.
W grudniu 1830 brał ponadto udział w kwestach na ulicach Warszawy na rzecz komitetu opiekującego się żonami i dziećmi powstańców.
2 I 1831 otrzymał awans do stopnia kapitana Gwardii Honorowej, a po jej rozwiązaniu służył jako podporucznik w 1 Pułku Jazdy Kaliskiej. Od 3 IV pełnił obowiązki adiutanta polowego przy gen. Kickim. 14 V otrzymał awans na porucznika w 5 Pułku Ułanów, z zachowaniem dotychczasowego stanowiska. Brał udział w bitwach pod Grochowem, Dębem Wielkim, Kałuszynem i Ostrołęką (gdzie znosił z pola bitwy ciało poległego gen. Kickiego). 17 III otrzymał od gen. Skrzyneckiego Krzyż Złoty Virtuti Militari.
Był członkiem Sądu Wojennego Nadzwyczajnego powołanego w Warszawie w czerwcu 1831 r. dla rozpatrzenia sprawy gen. Antoniego Jankowskiego – oskarżonego o zbrodnię zdrady stanu. Sąd nie znalazł dowodów winy gen. Jankowskiego, jednak wzburzony tłum dokonał na osobie generała samosądu podczas krwawych rozruchów na ulicach Warszawy w dniu 15 sierpnia 1831.
We wrześniu walczył w obronie Warszawy.

## Na emigracji

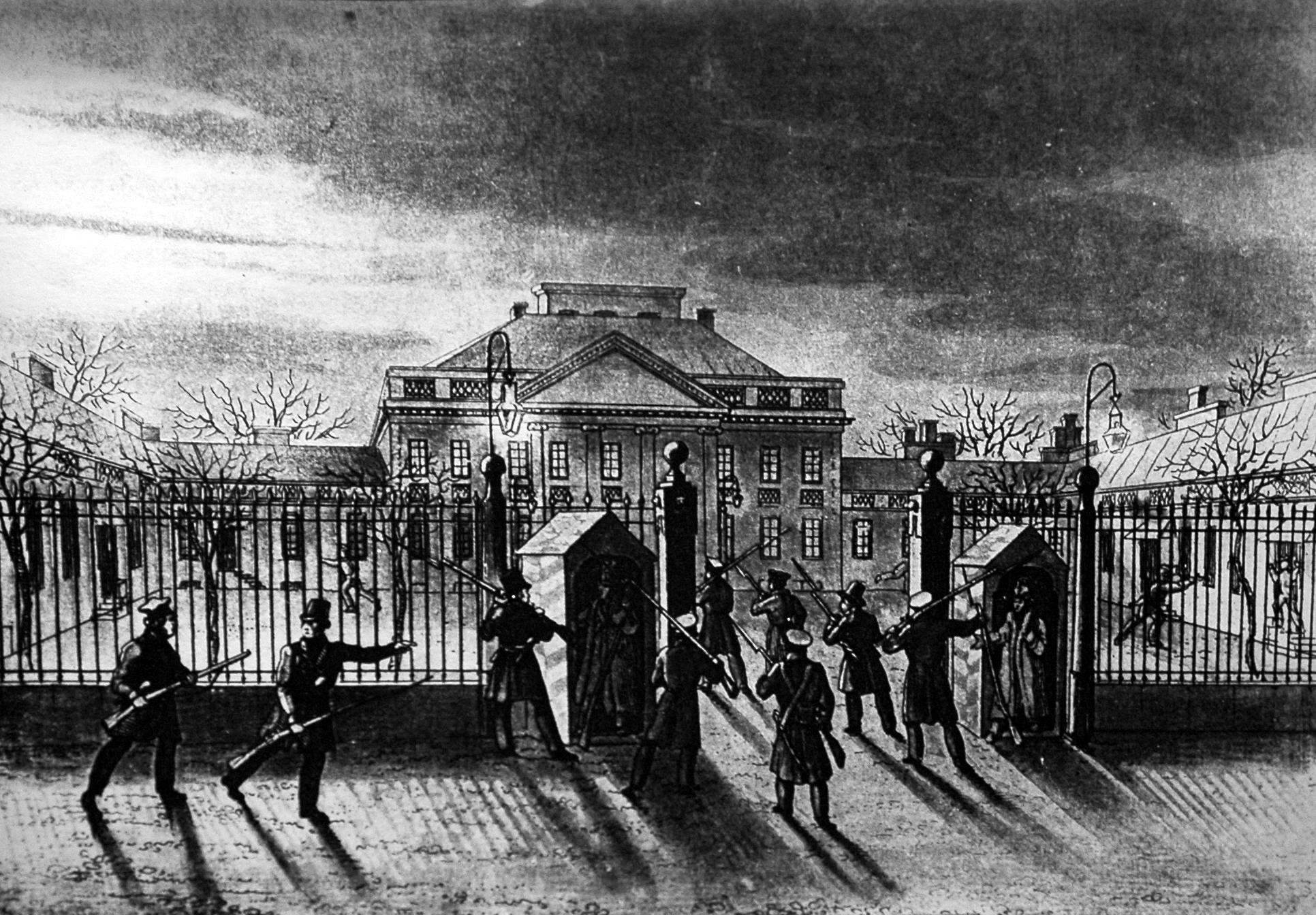
Roch Rupniewski był jednym ze spiskowców atakujących Belweder w noc listopadową 1830 r.

Po upadku powstania udał się na emigrację do Europy zachodniej. Do Francji przybył 17 XI 1831. Początkowo osiadł w Paryżu, gdzie wstąpił do Komitetu Narodowego Polskiego oraz Towarzystwa Demokratycznego Polskiego (10 IV 1832), następnie w Bourges. W Królestwie Polskim wydano na niego zaocznie wyrok śmierci za udział w zamachu na życie wielkiego księcia Konstantego, zamieniony następnie na dożywotnią banicję (16 IX 1834). Jego majątek uległ konfiskacie.
W roku 1832 wstąpił do paryskiej loży wolnomularskiej Trójcy Niepodzielnej (Trinité Invisible), w której sprawował wyższe funkcje. Był uczestnikiem wyprawy Józefa Zaliwskiego do kraju; został mianowany emisariuszem okręgowym partyzantki w powiecie pułtuskim i ostrołęckim. W Królestwie był poszukiwany listem gończym.
Po powrocie do Francji uczestniczył w wyprawie sabaudzkiej pod wodzą gen. G. Ramorina. Wydalony z Francji przybył do Anglii (10 VI 1834) i zamieszkał w Londynie. 11 VII złożył podpis pod deklaracją potępiającą politykę ks. A.J. Czartoryskiego. Przez pewien okres był związany z Młodą Polską, potem z lewicą Ogółu Londyńskiego. W 1835 r. bez powodzenia kandydował do Centralizacji Towarzystwa Demokratycznego Polskiego. W lutym 1835 osiadł w Portsmouth, gdzie powołano go na członka Komisji Redakcyjnej sekcji Grudziąż TDP, przemianowanej następnie w Gromadę Grudziąż Ludu Polskiego (30 X 1835 – data ogłoszenia odezwy Do Emigracji Polskiej). Roch Rupniewski należał do współtwórców Gromady, choć wraz z innymi założycielami akces formalny do organizacji zgłosił dopiero w dniu 6 listopada 1835 r. W jej strukturach pełnił funkcję członka Komisji Przygotowawczej; należał do współautorów programu ideologicznego organizacji. Prowadził ponadto działalność oświatową dla niepiśmiennych chłopów-żołnierzy. W Portsmouth był oskarżany o skłócanie rodaków, pomówienia, awanturnicze intrygi i szerzenie „anarchii” – m.in. poprzez napastliwe publikacje na łamach Północy (paryskiego pisma Młodej Polski). 30 X 1835 został skreślony z listy członków TDP – powodem miał być jego akces do Gromad. W 6. rocznicę wybuchu powstania, tj. 29 listopada 1836 podpisał odezwę Gromad do ludu polskiego na rodzinnej ziemi. Przypuszcza się, że to właśnie Roch Rupniewski był autorem odezw i rezolucji Gromady Grudziąż.
W roku 1837 przeniósł się na wyspę Jersey, gdzie przejął funkcje sekretarza tamtejszej Gromady Humań. W roku 1840 prawdopodobnie paraliżował próby podejmowania rozmów zjednoczeniowych pomiędzy Gromadami a Ogółem Londyńskim. Od momentu rozwiązania Gromady Humań (22 V 1843) Rupniewski miał należeć bezpośrednio do Gromad Ludu Polskiego. 7 V 1846 wstąpił ponownie w struktury Towarzystwa Demokratycznego Polskiego. W 1848 roku jako przedstawiciel TDP podejmował starania o przewóz Polaków z Londynu i Portsmouth do Polski. Sam też wyjechał do Poznania, by wziąć udział w wypadkach Wiosny Ludów na ziemiach polskich. Po upadku powstania wyjechał z kraju. 26 II 1849 r. osiadł ponownie w Londynie. W stolicy Anglii wstąpił do „The Polish National Chapter” – kapituły przy loży wolnomularskiej „Polish National Lodge”.
W kwestiach politycznych Rupniewski pozostawał konsekwentnie w opozycji do obozu Hotelu Lambert; w roku 1854 podpisał kolejną deklarację wymierzoną w politykę ks. A.J. Czartoryskiego. W roku 1856 podpisał akt odrzucający amnestię carską. W latach 1855, 1857 i 1858 podejmował kolejne próby uzyskania mandatu w Centralizacji TDP – ponownie bez skutku. W 1866 zgłosił akces do Zjednoczenia Emigracji Polskiej.
Uprawiał poezję patriotyczną, jednak większość jego wierszy nie doczekała się publikacji. Wyjątek stanowi tomik poezji Niezabudki jerseyskie, wydany staraniem Zenona Świętosławskiego w Jersey w 1854. Pod koniec życia przeniósł się do Liverpoolu, gdzie zmarł w dniu 26 lub 30 XII 1876 r. Jego ostatni zarejestrowany adres to 142 Huskisson Street w Liverpoolu. Został pochowany na cmentarzu Toxteth Park w tym samym mieście. Pomnik nagrobny ufundowano ze składek emigrantów. Nagrobek nie zachował się do czasów współczesnych.
Roch Rupniewski prawdopodobnie nie założył rodziny.

## W kulturze
Roch Rupniewski jest jednym z bohaterów powieści Tadeusza Hołuja – Królestwo bez ziemi (1968). Ukazany został w niej jako działacz Gromad Ludu Polskiego w Portsmouth.
Słynna grafika Fryderyka Krzysztofa Dietricha Atak spiskowców na Belweder 29 listopada 1830 r., przedstawia grupę dziewięciu spiskowych wdzierających się na dziedziniec pałacowy – jednym z nich jest Roch Rupniewski (inna z ukazanych postaci to jego brat, Nikodem Rupniewski).